# Ultimo minuto
Ultimo minuto è un film del 1987 diretto da Pupi Avati.

## Trama

Marta (Elena Sofia Ricci) e Walter Ferroni (Ugo Tognazzi)

Walter Ferroni è il direttore sportivo di una squadra di calcio che sopravvive nella bassa classifica della Serie A degli anni '80 tra problemi finanziari, piccoli imbrogli e tanta passione.
Dopo anni di difficoltà e di bilanci in rosso, Ferroni riesce a fare acquistare la squadra dal ricco industriale Di Carlo, credendo che questi si limiterà a finanziare la società lasciando a lui la gestione. Il nuovo presidente invece, con piglio imprenditoriale, lo rimuove dall'incarico e gestisce personalmente, inserendo nuovi manager accanto a quelli del vecchio staff di Ferroni prontamente passati al servizio del nuovo padrone.
La nuova gestione parte con baldanza, ma senza l'esperienza e i contatti di Ferroni incontra subito notevoli difficoltà. Il nuovo presidente impara a proprie spese che gestire una società di calcio è diverso dal gestire un'azienda. La squadra passa da una sconfitta all'altra, sino a quando lo stesso Di Carlo viene pesantemente contestato e minacciato dai tifosi. Il presidente si trova costretto a tornare sui suoi passi e richiama Ferroni che, emarginando l'incapace allenatore, rende la squadra nuovamente competitiva, assumendone di fatto anche la guida tecnica.
Tra le perplessità e l'ostilità di molti, dentro e fuori la società, vince la prima partita della sua nuova gestione con una mossa coraggiosa: sostituisce a pochi minuti dalla fine della gara con l'Avellino il vecchio e corrotto centravanti Boschi con il giovane diciassettenne Paolo Tassoni della squadra Primavera: proprio Tassoni realizza il gol decisivo all'ultimo minuto.
Alle vicende sportive si intrecciano quelle famigliari di Ferroni. L'uomo, vedovo e ancora sensibile al fascino femminile, ha una figlia, Marta, con cui cerca di recuperare un rapporto dopo averla sempre sacrificata alla squadra. La ragazza è stata in passato l'amante di Boschi e, contro la volontà del padre, tenta di riallacciare la relazione quando il calciatore è lasciato dalla moglie. L'ultima scena vede padre e figlia definitivamente divisi, lui felice per la vittoria sul campo, lei distrutta per la fine della carriera di Boschi.

## Produzione
Scritto dai fratelli Pupi e Antonio Avati con Italo Cucci e Michele Plastino, entrambi giornalisti sportivi, il film fu girato nella primavera del 1987, e uscì nelle sale italiane il 7 ottobre dello stesso anno.
Il nome della società di calcio protagonista del film non viene mai menzionato, ma i colori sociali (biancorossi) e altri particolari richiamano il Vicenza, archetipo e simbolo delle squadre minori di Serie A in quegli anni (benché in realtà negli anni '80 non abbia mai giocato nella massima divisione). Le scene della partita conclusiva contro l'Avellino, altra tipica squadra "provinciale" dell'epoca, furono girate proprio all'interno dello stadio Romeo Menti di Vicenza e montate con riprese della curva vicentina. La stessa società calcistica è ringraziata nei titoli di coda.
Le casacche dei giocatori recano un noto sponsor che presenta il film all'inizio del trailer.
Molti anni dopo, in un'intervista, Italo Cucci rivelò che il personaggio di Walter Ferroni fu in parte ispirato alle figure di Italo Allodi e del primo Luciano Moggi. Il personaggio del giovane esordiente invece, ricalca molto la figura di un giovanissimo Roberto Baggio, all'epoca vero esordiente di gran talento, proprio nelle file di quel Vicenza.
Nel film hanno un cameo nella parte di sé stessi Enrico Ameri – radiocronista di Tutto il calcio minuto per minuto – e altri giornalisti tra cui Aldo Biscardi, Enrico Mentana, Ferruccio Gard e lo stesso Michele Plastino.

## Influenza culturale
Il Guerin Sportivo preparò appositamente per il film due copertine che non furono usate in altre occasioni, entrambe con Ugo Tognazzi in copertina: nella prima il titolo è "Ferroni licenziato", nella seconda "Primo Round Di Carlo - Ferroni Vince il presidente".

## Riconoscimenti
- 1988 – David di Donatello
  - Miglior fonico di presa diretta a Raffaele De Luca